# Doris Dörrie
Doris Dörrie   (Hannover, 26 de maig de 1955) és una directora de cinema, productora i escriptora alemanya.
Nascuda a Hannover, va estudiar a la Universitat del Pacífic a Stockton (Califòrnia) i a The New School a Nova York. Quan va tornar a Alemanya va dedicar-se a escriure crítiques cinematogràfiques al diari Süddeutsche Zeitung on va treballar d'editora adjunta. Posteriorment va dirigir diversos curtmetratges i documentaris. Ha publicat diverses novel·les, col·leccions de narracions breus i llibres infantils, i també ha produït i dirigit diverses òperes.
El 1985 estrenà la comèdia Männer..., que es convertí en una de les pel·lícules alemanyes de més projecció internacional. Ha guanyat el Bayerischer Filmpreis al millor guió (1999), el Deutscher Filmpreis i de nou el Bayerischer Filmpreis a la millor direcció (2012).
És membre del PEN Centre d'Alemanya, de l'Acadèmia del Cinema d'Alemanya i de l'Acadèmia de les Arts i les Ciències Cinematogràfiques.

## Obres destacades
- Männer... (1985)
- Paradies (‘Paradís', 1986)
- Ich und Er (‘Jo i ell', 1988)
- Geld (‘Diners', 1989)
- Happy Birthday, Türke! (‘Per molts anys, turc’, 1992)
- Keiner liebt mich (‘Ningú no m’estima’, 1994)
- ¿Bin ich schön? (‘Soc bonica?', 1998)
- Erleuchtung garantiert (‘Inspiració garantida’, 1999)
- Nackt (‘Despullat’, 2002)
- Der Fischer und seine Frau (‘El pescador i la seva dona’, 2005)
- How to Cook Your Life (2007) i Kirschblüten (‘Cirerers forits', 2008)
- Records des de Fukushima (2016)